# Ōgon no Kaze
Ōgon no Kaze (黄金の風 lit. Viento dorado?), también conocido como Vento Aureo o Golden Wind, es la quinta parte de la serie de manga JoJo's Bizarre Adventure, escrita e ilustrada por Hirohiko Araki. Fue serializado en Weekly Shonen Jump desde el 20 de noviembre de 1995. hasta el 5 de abril de 1999. En su publicación original, se la conocía como Jojo's Bizarre Adventure Part 5 Giorno Giovanna: Golden Heritage. Dentro de Golden Wind, el título de JoJo's Bizarre Adventure se traduce en italiano, como Le Bizzarre Avventure di GioGio.
Como es la quinta parte de la serie, los 155 capítulos retoman donde quedó el cuarto y están numerados del 440 al 594, con los volúmenes numerados del 47 al 63. Fue precedido por Diamond Is Unbreakable y seguido por Stone Ocean.

## Argumento
El manga comienza en 2001, cuando el personaje de Diamond Is Unbreakable, Koichi Hirose va a Nápoles a petición de Jotaro Kujo para encontrar a alguien conocido como Haruno Shiobana y obtener una muestra de piel de él. Shiobana resulta ser un estudiante de secundaria llamado Giorno Giovanna, que suena similar a "Haruno Shiobana", que es el hijo de Dio Brando. Giorno intenta robar el equipaje de Koichi, pero es detenido por su Stand, Echoes Act 3. Giorno reconoció su poder como un poder de Stand similar a su Gold Experience, un Stand que puede dar vida a objetos inanimados. La historia sigue a Giorno mientras trata de convertirse en el jefe de la mafia para hacer de Nápoles un lugar mejor y ayudar a su gente, específicamente en lo que respecta a la disponibilidad de drogas para los jóvenes. Después de un altercado con el miembro de la pandilla Luca "Ojo lloroso" , intenta unirse a Passione, un grupo de crimen organizado que emplea a muchos usuarios de Stand (esencialmente, su visión para Passione es similar a la banda de Robin Hood, en contraste con la pura pasión de su actual líder). Se le acerca un miembro de Passione, Bruno Bucciarati, quien sospecha que mató a Luca. Durante la pelea, los lectores son presentados en el Stand de Bucciarati, Sticky Fingers, que puede colocar y abrir una cremallera en cualquier superficie. Bucciarati desafía a Giorno a completar el rito para unirse a Passione, y por lo tanto visita al Capo, Polpo, en prisión.
Giorno recibe un encendedor por parte de Polpo, con instrucciones de no dejarlo que se apagara por un lapso de 24 horas, para demostrar su dedicación. Cuando es accidentalmente extinguido por un transeúnte, se activa el Stand Black Sabbath de Polpo, que persigue a Giorno desde las sombras, literalmente. Giorno es capaz de someter a Black Sabbath con la ayuda de Koichi, pasando la prueba de Polpo y uniéndose a Passione, sin embargo debido al error de Giorno, un inocente fue asesinado por el Stand de Polpo por lo que Giorno en respuesta, lo asesina, asegurándose de no dejar evidencia alguna de que lo mató. Él se coloca en el grupo de Bucciarati, que acepta trabajar con Giorno para hacerse cargo de la mafia desde dentro, y poner fin al tráfico de drogas. Bucciarati es el superior de los otros cuatro miembros del grupo de Giorno, otros usuarios de Stand, Guido Mista, Leone Abbacchio, Narancia Ghirga y Pannacotta Fugo. A lo largo de la historia, el grupo, desconfiado de Giorno, pronto descubre su coraje y generosidad, y lentamente se entusiasman con él.
Después de encontrar la fortuna acumulada de Polpo después de su muerte en la isla de Capri, Bucciarati es ascendido y el jefe le asigna una misión secreta a su grupo: escoltar a su hija adolescente, Trish Una, de manera segura hacia él. Con la ayuda de una tortuga llamada Coco Jumbo que utiliza un Stand llamado Mr.President, se defienden de varios ataques de un grupo de traidores que usan Stands dentro de la mafia, un grupo llamado la squadra di esecuzione, que alguna vez fue la división dentro de Passione especializada en cometer asesinatos por encargo, quienes están decididos a derrocar al jefe; solo secuestrando a Trish pueden esperar aprender su identidad. Después de viajar a Pompeya y Florencia, llegan a Venecia para encontrarse con el jefe en la iglesia de San Giorgio Maggiore en la isla de San Giorgio Maggiore. Sin embargo, al hacerlo, Bucciarati descubre que el jefe solo quería que subjefe trajera a Trish para que él mismo pudiera matarla. Su intención no era más que ocultar permanentemente su identidad. Solo él trata de matar al Jefe, para que él y Giorno logren su objetivo, pero se da cuenta de que su Stand puede borrar el tiempo y luego predecir eventos es demasiado poderoso y decide retirarse. El grupo de Bucciarati, menos Fugo, se une a él para traicionar al Jefe y proteger a Trish para que puedan conocer su identidad. Incluso después de que Trish descubre su propia habilidad de Stand, se encuentran en la posición poco envidiable de oponerse a toda la pandilla de Passione para protegerla.
Viajan a la ciudad natal del jefe de Cerdeña, después de que Trish les informa que allí es donde su madre lo conoció. Allí, Giorno y los que decidieron desertar de Passione se ponen en contacto con alguien que conoce la identidad del jefe, pero solo se los comunicará en persona. A su llegada a Cerdeña, el jefe y su personalidad alterna, Vinegar Doppio, de enfrentan con el líder de la Squadra di Esecuzione Risotto Nero al cual logran matar con mucha dificultad. El grupo decide usar el poder de Moody Blues en la que fuera la casa del Jefe y la madre de Trish esperando conocer la identidad del Jefe de Passione antes de viajar a Roma para encontrarse con la persona que asegura haber visto al jefe en persona; pero el jefe los sigue allí también y mata a Leone debido a que su Stand Moody Blues puede reproducir acontecimientos pasados con lo cual podrían descubrir la identidad del Jefe. En Roma, se revela que la persona que contactó a Giorno y compañía fue Jean Pierre Polnareff, un miembro del grupo Joestar en la Parte 3: Stardust Crusaders. Sin embargo, el jefe de adelantó luego de que todos los integrantes de su escolta personal fueran eliminados por Bucciarati y sus hombres, viéndose forzado a revelar su identidad ante Polnareff quien ya lo conocía: su nombre es Diavolo y este elimina fácilmente a Polnareff, y justo antes de que fallezca Jean Pierre Polnareff, usa una Flecha creadora de Stands en su Stand para convertirlo en Silver Chariot Requiem, que le da la capacidad de controlar el espíritu de las personas. Intercambia el espíritu de todos los habitantes de Roma incluyendo también a los miembros restantes de la Pandilla de Bucciarati, cambiando sus cuerpos. Ahora, en el cuerpo de la tortuga, Polnareff explica al grupo sobre las flechas de Stand y la identidad del jefe como Diavolo, que sabe que una vez luchó contra él hace algunos años. Sin embargo, como Polnareff está muerto, Silver Chariot Requiem está fuera de control y no permitirá que nadie obtenga la flecha. El grupo y Diavolo, escondidos en el cuerpo de Mista junto al espíritu de Trish debido al cambio, persiguen. Mientras Diavolo logra derrotarlo, gracias al sacrificio de Bucciarati, Giorno obtiene la flecha y logra mejorar su Stand a Gold Experience Requiem para vencer a Diavolo. Su nuevo poder hace que Diavolo experimente continuamente la muerte una y otra vez. En la última escena, se ve a Giorno, con Mista, y se arrodillan ante él, sugiriendo que se convierte en el jefe de Passione.

## Personajes
- Giorno Giovanna

Seiyū: Romi Park (Ōgon no Kaze) Daisuke Namikawa (JoJo All Star Battle y Eyes of Heaven), Kenshō Ono (anime)
Es el hijo humano del vampiro  Dio Brando, se llamaba Haruno Shiobana antes de mudarse a Italia. Aspira a derrocar al jefe de la mafia Passione y convertir a Passione en una organización que ayude a la gente de Italia. Utiliza a su Stand Gold Experience que tiene la capacidad de imbuir cosas con la vida.
- Bruno Bucciarati

Seiyū: Yuichi Nakamura
Es el líder de una pandilla dentro de Passione. Utiliza a su Stand Sticky Fingers que pueden colocar una cremallera en cualquier objeto, lo que permite crear una entrada. También aparece en el spin-off de 2012 Jolyne, Fly High with Gucci.
- Leone Abbacchio:

Es un exoficial de policía y miembro de la pandilla de Bucciarati. Utiliza el Stand Moody Blues,  que puede reproducir la historia pasada como una grabación de video en 3D, aunque al hacerlo queda temporalmente indefenso. Abbacchio también aparece en Jolyne, Fly High with Gucci.
- Guido Mista:

Es miembro de la pandilla de Bucciarati. Utiliza un revólver en conjunto con su Stand, Sex Pistols, que está compuesto por seis pequeños humanoides que pueden controlar las balas disparadas por Mista. Además considera que el número 4 da mala suerte.
- Narancia Ghirga

Seiyū: Daiki Yamashita
Es miembro de la pandilla de Bucciarati. Utiliza el Stand avión de juguete llamado Aerosmith, que está equipado con ametralladoras, misiles y un radar de dióxido de carbono.
- Pannacotta Fugo

Es la mano derecha de Bucciarati en la pandilla. Utiliza el Stand Purple Haze, que puede liberar un virus que devora rápidamente la materia orgánica. Fugo es el personaje principal de la novela Purple Haze Feedback.
- Trish Una

Es la hija del jefe de Passione, y está huyendo de las facciones rivales dentro de la mafia. Usa su Stand Spice Girl que puede aumentar la elasticidad de los objetos, haciéndolos casi indestructibles.
- Diavolo:

Es el jefe de Passione, y el padre de Trish Una. Padece un trastorno de identidad disociativo y tiene una segunda personalidad llamada Vinegar Doppio; su apariencia cambia según la personalidad dominante. Utiliza el Stand King Crimson, que tiene el poder de negar procesos, dejando solo sus consecuencias. Activar su poder causa un salto en el tiempo, donde todo, excepto Diavolo y King Crimson, cambia para estar en el estado en el que hubieran estado unos segundos más tarde; por ejemplo, una bala que habría golpeado a Diavolo de repente se desplazará para estar en su otro lado. Diavolo es capaz de predecir lo que sucederá durante el tiempo utilizando la segunda cara de King Crimson, Epitaph; esta subpotencia también puede ser utilizada por la personalidad Doppio para ver los segundos en el futuro.

## Media
La novela Le Bizzarre Avventure di GioGio II: Corazón de oro / Anillo de oro fue escrita por Gichi Ōtsuka y Miya Shōtarō, y lanzada el 28 de mayo de 2001. Una traducción italiana fue lanzada en 2004. Una segunda novela, Purple Haze Feedback fue escrita por Kouhei Kadono y lanzada el 16 de septiembre de 2011. El videojuego para PlayStation 2 distribuido por Capcom llamado GioGio's Bizarre Adventure fue lanzado en Japón en 2002, adaptando el arco.

### Anime
| Idea original          | Hirohiko Araki                   |
| Dirección general      | Naokatsu Tsuda                   |
| Dirección              | Yasuhiro Kimura Hideya Takahashi |
| Concepción de la serie | Yasuko Kobayashi                 |
| Diseño de personajes   | Takahiro Kishida                 |
| Diseño de Stands       | Takahito Takayama                |
| Director de animación  | Shun'ichi Ishimoto               |
| Música                 | Yūgo Kanno                       |

Shueisha registró el nombre de Golden Wind en diciembre de 2017, para su comercialización en occidente. Y el 21 de junio de 2018, durante la presentación de la exposición Hirohiko Araki JoJo Exhibition: Ripples of Adventure fue anunciado el estreno del anime con el nombre de JoJo's Bizarre Adventure Golden Wind a cargo de David Production, con la dirección de Yasuhiro Kimura y Hideya Takahashi. El guion a cargo de Yasuko Kobayashi y la banda sonora estará a cargo de Yugo Kanno. Su estreno fue el 5 de octubre de 2018. La serie finalizó el 28 de julio de 2019 constando de 39 episodios en total.